# ヴィラヤヌル・S・ラマチャンドラン

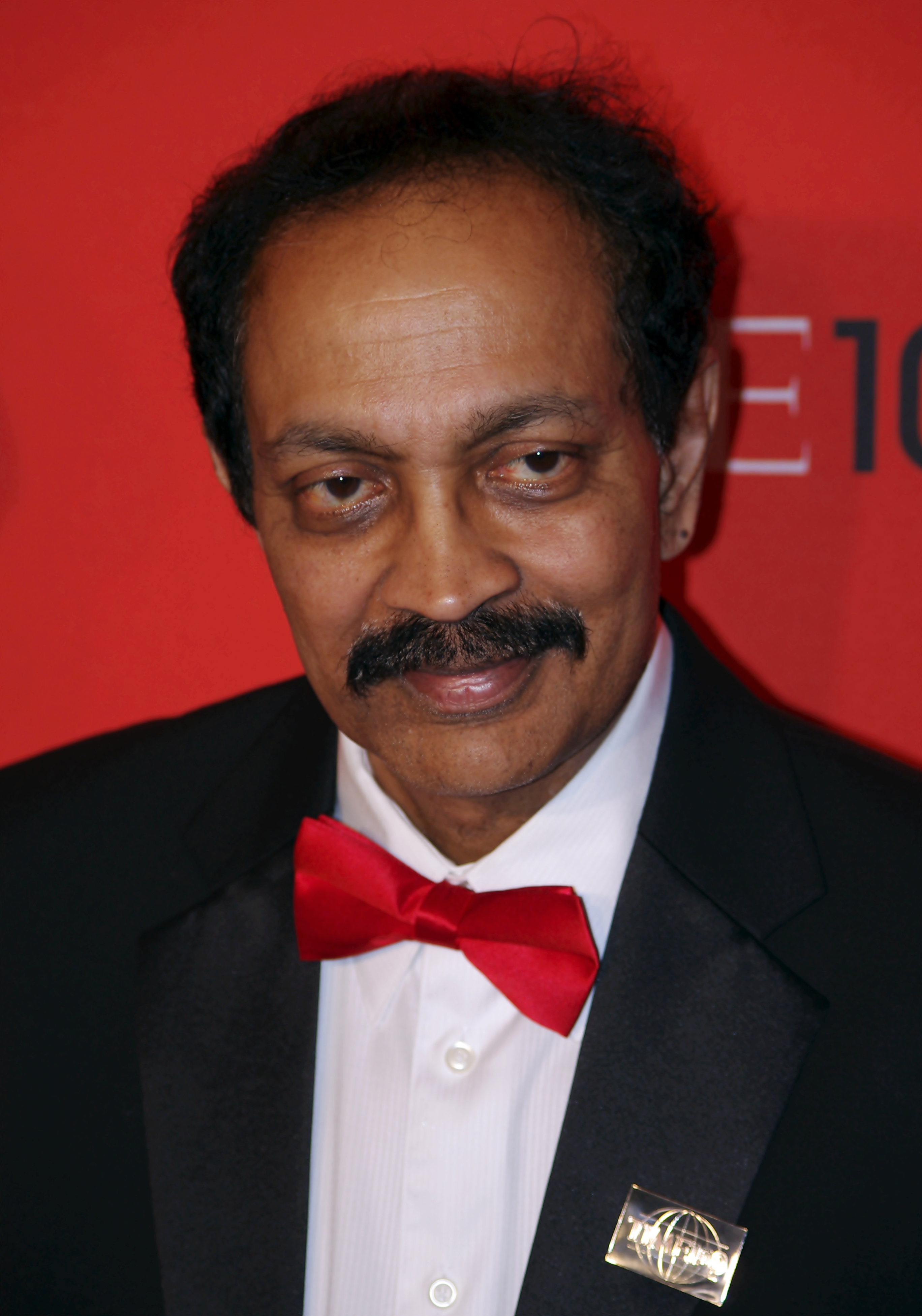
ラマチャンドラン(2011年撮影)

ヴィラヤヌル・スブラマニアン・ラマチャンドラン （Vilayanur Subramanian Ramachandran, 1951年 – ）はインド出身のアメリカの神経科医・心理学者・神経科学者。 カリフォルニア大学サンディエゴ校の神経科学研究所 (Center for Brain and Cognition) の所長を務める。 種々の神経疾患を取り扱った一般書『脳のなかの幽霊』の著者である。
インド、タミル・ナードゥ州、チェンナイ （旧マドラス） に生まれる。 チェンナイのスタンリー医科大学 (Stanley Medical College) で医師の資格を取得後、イギリス、ケンブリッジ大学トリニティ・カレッジで博士号を取得。
オリバー・サックスを思わせるラマチャンドランの著作では、幻肢、半側空間無視、カプグラ症候群、共感覚など奇妙な脳神経系の現象が取り扱われており、単なる症例の列挙に留まらず、従来の知見にこだわらない脳機能に対する洞察と、独創的であざやかな実験とが報告されている。とりわけ自己の身体イメージを操作する「ミラーボックス」と呼ばれる単純な装置の考案は、存在しない手足が激しく痛む幻肢痛の治療に成功し、これは脳血管疾患などによる片麻痺のリハビリテーションにも応用されている。
「ブーバ/キキ効果」の命名者でもある。

## 主な著書
- Ramachandran, V.S. and Sandra Blakeslee (1998). Phantoms in the Brain: Probing the Mysteries of the Human Mind. New York: William Morrow & Co.. ISBN 978-0-688-15247-5 (1999) New York: Quill (HarperCollins), ISBN 978-0-688-17217-6 (pbk).
ラマチャンドラン、V・S、サンドラ・ブレイクスリー『脳のなかの幽霊』山下篤子 訳、角川書店〈角川21世紀叢書〉、1999年。ISBN 978-4-04-791320-2。
- Ramachandran, Vilayanur (2003). The Emerging Mind: The BBC Reith Lectures 2003. Profile Books Ltd.. ISBN 978-1-86197-303-0 (pbk)
ラマチャンドラン、V・S『脳のなかの幽霊、ふたたび — 見えてきた心のしくみ』山下篤子 訳、角川書店、2005年。ISBN 978-4-04-791501-5。
- Ramachandran, V.S. (2004). A Brief Tour of Human Consciousness: From Impostor Poodles to Purple Numbers. Pi Press. ISBN 978-0-13-148686-7 (2005) ISBN 978-0-13-187278-3 (pbk).
- ラマチャンドラン, V.S., D. ロジャース＝ラマチャンドラン『知覚は幻: ラマチャンドランが語る錯覚の脳科学』北岡明佳 監修, 日経サイエンス編集部 訳、日経サイエンス〈別冊日経サイエンス 174〉、2010年。ISBN 978-4-532-51174-6。
- Ramachandran, V.S. (2011). The Tell-Tale Brain: A Neuroscientist's Quest for What Makes Us Human. W.W. Norton & Co.. ISBN 978-0-393-07782-7
ラマチャンドラン、V・S『脳のなかの天使』山下篤子 訳、角川書店、2013年。ISBN 978-4-04-110104-9。